# Frederico Tadewald
Frederico Guilherme Tadewald (Porto Alegre, 19 de janeiro de 1908 — , ) foi um remador brasileiro.
Era atleta do Club de Regatas Vasco da Gama.
Foi campeão sul-americano em 1935, e brasileiro em 1936, no oito com, mesmo ano em que participou dos Jogos Olímpicos de Berlim, junto com Alfredo de Boer, Arno Franzen, Lauro Franzen, Nilo Franzen, Ernesto Sauter, Henrique Kranen Filho, Máximo Fava e Rodolph Rath (timoneiro).